# 中华旋齿鲨属
中华旋齿鲨属（学名：Sinohelicoprion）是旋齿鲨科的一属。

## 下属物种
本属包括以下物种：
- 长兴中华旋齿鲨 Sinohelicoprion changhsingensis Liu & Chang, 1963
- 巨齿中华旋齿鲨 Sinohelicoprion macrodontus Lei, 1983，发现于湖南嘉禾马鞍山晚二叠世大隆组的一段齿列化石
- 珠峰中华旋齿鲨 Sinohelicoprion qomolangma